# Harald Philipp
Pour les articles homonymes, voir Philipp.
Harald Philipp (né le 24 avril 1921 à Hambourg et mort le 5 juillet 1999  à Berlin) est un réalisateur allemand.

## Biographie
Harald Philipp a réalisé l'un des épisodes de la saga populaire outre-rhin  Winnetou avec Pierre Brice.

## Filmographie sélective
- 1956 : La Vieille Maison forestière (de) (Das alte Försterhaus)
- 1957 : Sept Fois par semaine (de) (Siebenmal in der Woche)
- 1957 : Nuits hawaïennes (de) (Träume von der Südsee)
- 1957 : Boire un petit coup ! (de) (Heute blau und morgen blau)
- 1958 : Le Roi de la czardas (de) (Der Czardas-König)
- 1958 : Les Rivaux du cirque (de) (Rivalen der Manege)
- 1959 : Sur la piste du rock'n roll (de) (Tausend Sterne leuchten)
- 1960 : Bataillon 999 (Strafbataillon 999)
- 1960 : Division Brandebourg (de) (Division Brandenburg)
- 1961 : La Vérité d'un mensonge (Unter Ausschluß der Öffentlichkeit)
- 1962 : Auf Wiedersehen
- 1965 : Razzia au F.B.I. (Um null Uhr schnappt die Falle zu)
- 1965 : L'Appât de l'or noir (Der Ölprinz)
- 1965 : Jerry Cotton contre les gangs de Manhattan (de) (Mordnacht in Manhattan)
- 1966 : Le Jour le plus long de Kansas City (Winnetou und das Halbblut Apanatschi)
- 1967 : Sibérie, terre de violence (Liebesnächte in der Taiga)
- 1969 : La Mort sonne toujours deux fois (Blonde Köder für den Mörder)
- 1970 : Les Aventures intimes des hommes mariés (de) (Ehemänner-Report)
- 1971 : Chouette, à nouveau célibataires ! (de) (Hurra, wir sind mal wieder Junggesellen!)
- 1971 : La Morte de la Tamise (Die Tote aus der Themse)
- 1975 : Les Héros meurent jeunes (de) (Die Brücke von Zupanja)